# Thorald Jerichau
Thorald Harald Adolph Carol Lorentz Jerichau (1. november 1848 – 25. december 1909 i Norge) var en dansk pianist og komponist.
Han var søn af J.A. Jerichau og Elisabeth Jerichau Baumann og bror til bl.a. Harald og Holger H. Jerichau. Han var opkaldt efter maleren Thorald Læssøe, som var en ven af familien. Han slog aldrig igennem som komponist, og selv ikke det trelinjede nodesystem, som Jerichau opfandt, fik større udbredelse. Efter sin fiasko destruerede han stort set alle eksempler på sit system, men mindst ét eksemplar overlevede, nemlig noderne til en skyttemarch, som han havde foræret til en dreng, senere cand. pharm. Hjalmar Lautrup-Larsen, på Bogø.
Han var en tid ansat som organist i Horsens, men rejste i 1890 til USA, hvor han ankom 8. december på en koncerttourné. I USA blev han angiveligt leder af et musikkonservatorium. Efter han var vendt tilbage fra Amerika havde han stor betydning for sin fætter, den unge maler Jens Adolf Jerichau. Ved Thorald Jerichaus død i 1909 arvede Jens Adolf Jerichau som universalarving 5.110 kr. Denne sum sikrede den unge Jerichau mulighed for at begynde sin korte karriere som maler. 
Han er gengivet i et portrætmaleri af moderen (efter 1865, Fyns Kunstmuseum) og i fotografier.

## Værker
- Characteermarscher (for Piano). Op. 1, København: C.C. Lose.